# Venera 1
Venera 1 (en ruso: Венера-1 que significa Venus 1, también Sputnik 8) fue la primera sonda en sobrevolar Venus el 12 de mayo de 1961. Lanzada el 12 de febrero de 1961 desde la Unión Soviética. Venera 1 era una sonda de 643,5 kilogramos (1,419 lb) que consistía en un cuerpo cilíndrico de 1,05 metros (3 pies 5 pulgadas) de diámetro coronado por una cúpula, con un total de 2,035 metros (6 pies 8,1 pulgadas) de altura. Esto fue presurizado a 1.2 atmósferas estándar (120 kPa) con nitrógeno seco, con ventiladores internos para mantener una distribución uniforme del calor.

## Descripción

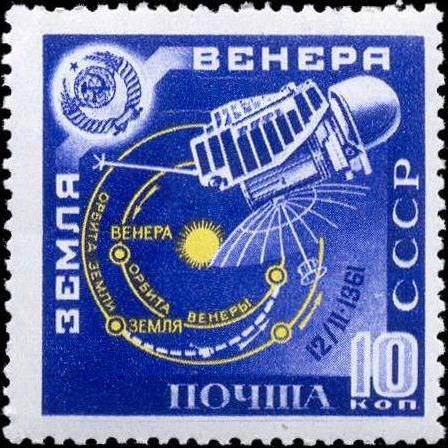
Esquema de vuelo a Venus y vista general de la estación interplanetaria automática.

Venera 1 fue la primera nave espacial lanzada para sobrevolar Venus. Perteneció al Programa Venera y consistió en un cuerpo cilíndrico coronado por una cúpula, de 2,35 m de altura y 1,5 m de diámetro. La masa de combustible era de 643,5 kg. Dos paneles solares, con una superficie total de 2 m², se extendían en forma radial desde el cilindro. Una antena de alta ganancia desplegable de 2 m de diámetro fue diseñada para las comunicaciones con un transmisor de 8 cm y 32 cm de longitud de onda. Esta antena estaba en la parte central de la botella. Además, una antena omnidireccional de 2,4 m de largo en un brazo y una antena direccional diseñadas para transmisiones de 1,6 m de longitud de onda, y una antena con forma de T para comunicaciones con la Tierra en 922,8 MHz a una velocidad de 1 bit/s. Los comandos de enlace ascendente se enviaron a la nave espacial a 770 MHz a 1,6 bits/s. La sonda estaba equipada con instrumentos científicos, entre ellos un magnetómetro al final de un brazo de 2 m, trampas de iones, detectores de micrometeoritos, y contadores de radiación cósmica. 
La cúpula contiene una esfera de combustible con presión de 1,2 atm, que contenía un banderín de la Unión Soviética y fue diseñada para flotar en el océano Venusiano después del impacto previsto. En la nave Venera 1 había un motor de corrección de curso. El control de temperatura, nominalmente a 30 °C, se logró con persianas térmicas. El control de actitud se logró mediante el uso del sol como referencia, sensores de estrellas, giroscopios, y motores de gas nitrógeno. Siete días después del lanzamiento, a cerca de dos millones de kilómetros de la Tierra, el contacto con la nave se perdió. Pasó entre el 19 y el 20 de mayo de 1961 a 100.000 km de Venus, entrando posteriormente en órbita heliocéntrica.

## Lanzamiento
Venera fue el segundo de dos intentos de lanzar una sonda en Venus en febrero de 1961, inmediatamente después del lanzamiento de su nave hermana Venera-1VA No.1, que no abandonó la órbita de la Tierra. Expertos soviéticos lanzaron Venera-1 utilizando un cohete portador Molniya desde el cosmódromo de Baikonur. El montaje tuvo lugar a las 00:34:36 UTC del 12 de febrero de 1961.
La nave espacial, junto con la etapa superior Bloque-L del cohete, se coloca inicialmente en una órbita terrestre baja de 229 × 282 km, antes de disparar la etapa superior para colocar a Venera 1 en una órbita heliocéntrica, dirigida hacia Venus. El motor 11D33 fue el primer motor cohete de ciclo de combustión en etapas del mundo, y también el primer uso de un motor de vacío para permitir el cohete de combustible líquido en el espacio.

## Fracaso
Se llevaron a cabo tres sesiones exitosas de telemetría, reuniendo datos de viento solar y rayos cósmicos cerca de la Tierra, en la magnetopausa de la Tierra, y el 19 de febrero a una distancia de 1,900,000 km (1,200,000 mi). Después de descubrir el viento solar con Luna 2, Venera 1 proporcionó la primera verificación de que este plasma estaba presente uniformemente en el espacio profundo. Siete días después, no se pudo realizar la siguiente sesión de telemetría programada. 
El 19 de mayo de 1961, Venera 1 pasó a menos de 100.000 km (62,000 millas) de Venus. Con la ayuda del radiotelescopio británico en Jodrell Bank, algunas señales débiles de Venera 1 pudieron haber sido detectadas en junio. Los ingenieros soviéticos creían que Venera-1 falló debido al sobrecalentamiento de un sensor solar.